# 陈兴良
陈兴良（1957年3月21日—），浙江义乌人，中国刑法学者。

## 生平
1977年12月考入北京大学法律系，1981年12月本科毕业，获法学学士学位；同年考取中国人民大学法律系刑法专业硕士研究生，1984年12月毕业，获法学硕士学位；同年考取中国人民大学法律系刑法专业博士研究生，1987年12月毕业，获法学博士学位。1984年12月至1997年12月在中国人民大学法学院任教，先后任助教（1985年）、讲师（1987年）、副教授（1989年）、教授（1993年）、博士生导师（1994年）。
陈兴良1998年入选国家教委首批跨世纪优秀人才培养计划，并获国务院政府特殊津贴，1999年被评为第二届全国十大杰出青年法学家之一。现任北京大学法学院教授，法学院副院长。兼任北京大学刑事法理论研究所所长、中国犯罪学研究会副会长、中国法学会刑法学研究会副会长、中国比较法学研究会干事。主要著作有《本体刑法学》、《正当防卫论》、《共同犯罪论》、《遗传与犯罪》等。